# آندره کایات
آندره کایات (فرانسوی: André Cayatte‎؛ ۳ فوریهٔ ۱۹۰۹ – ۶ فوریهٔ ۱۹۸۹) نویسنده، روزنامه‌نگار و کارگردان اهل فرانسه بود.

## بخشی از فیلم‌شناسی
- عدالت انجام شده است (۱۹۵۰)
- فردا نوبت من است (۱۹۶۰)

## جوایز
- شیر طلایی جشنواره بین‌المللی فیلم ونیز
- خرس نقره‌ای جایزه هیئت داوران جشنواره بین‌المللی فیلم برلین
- خرس طلایی جشنواره بین‌المللی فیلم برلین